# Nesocypelas
Nesocypelas is een geslacht van wantsen uit de familie van de Tingidae (Netwantsen). Het geslacht werd voor het eerst wetenschappelijk beschreven door George Willis Kirkaldy in 1908.

## Soorten
Het genus bevat de volgende soorten:

- Nesocypelas bellatula Drake, 1960
- Nesocypelas dicysta Kirkaldy, 1908
- Nesocypelas ecpalga Drake & Ruhoff, 1965
- Nesocypelas evansi Drake, 1953
- Nesocypelas inannana Drake, 1953
- Nesocypelas muiri Drake & Poor, 1943
- Nesocypelas piperica Drake, 1957
- Nesocypelas simulis Drake & Poor, 1943
- Nesocypelas vicinalis Drake & Poor, 1943